# أكيمي سوجياما
أكيمي سوجياما (1 مارس 1965 في اليابان - ) (بالكانا:すぎやま あけみ) هي لاعبة كرة طائرة يابانية. شاركت في الألعاب الأولمبية الصيفية 1988.

## وصلات خارجية
- أكيمي سوجياما على موقع أوليمبيديا (الإنجليزية)